# Marcă (teritoriu)
În Europa medievală, marca era teritoriul de graniță al unui imperiu sau al unui regat, drept care sintagma ocazional întâlnită marcă de graniță este pleonastică. 